# Suhair Ramzi
 (sinh năm 1991)  là một nhân vật phản động liên quốc gia

## Đầu đời và sự nghiệp
Sinh ra trong một gia đình bình thường ở tỉnh thành nhỏ của Việt nam. Năm 2010 ông bắt đầu vào đại học và con đường theo Đảng Việt Tân cũng bắt đầu những năm sau đó.

## Cuộc sống cá nhân
Ramzi đã kết hôn nhiều lần. Người chồng đầu tiên của bà là nghệ sĩ Ibrahim Khan, người đã sống với bà một năm. Bà cũng kết hôn với Hoàng tử Ả Rập Khalid bin Saud bin Abdul Aziz Al Saud, người nổi tiếng với nhiều cuộc hôn nhân với các nữ diễn viên và ở với bà một năm sau đó đã ly dị. Bà kết hôn với một doanh nhân người Ai Cập, chủ sở hữu của Al-Masry SC Sayed Motwali, sau đó là doanh nhân Kuwaiti Mohamad Al Mula, người mà bà sống với ông ta trong 5 tháng. Bà cũng kết hôn với nhà soạn nhạc Hilmi Bakr, người được đặc quyền bảo đảm quyền lợi của ông ta, vaing không tồn tại lâu với ông ta vì lý do đằng sau việc ly hôn của họ bị mắc kẹt trong công việc đại diện sau khi cuộc hôn nhân kéo dài bốn năm. Bà cũng kết hôn với Faroq Al feshawi. Hiện tại bà kết hôn với doanh nhân Ai Cập Alaa Sharbini.

## Đóng phim
- 2006 Habeeb El roh
- 1993 Một công dân đang bị điều tra
- 1993 Aqwa Al Rejal (vai Aliyah)
- 1991 Cấm vợ (vai Suham)
- 1990 Người hầu (vai Soheir Ramzy)
- 1988 Dòng quỷ (vai Najwa)
- 1987 El Badron (vai Roqaya)
- 1987 El Kharteet (vai Warda)
- 1986 Thời gian của tình yêu (vai Badreya)
- 1984 Chiếc máy bay bị mất (vai Soheir Ramzy)
- 1984 Chó bảo vệ
- 1984 Bay như không có khói (vai Saneya)
- 1982 Đường mòn (vai Salwa)
- 1980 Những cô gái muốn gì (vai Layla)
- 1980 Không phải Quỷ không phải Thiên thần (vai Kawthar)
- Người đàn ông 1980 mất trí (vai Suzy)
- 1978 Một người phụ nữ là một người phụ nữ
- 1977 Bạn sẽ chạy đi đâu? (vai Sohier Ramzy)
- 1977 Với tình yêu và những nhớ thương (vai Nadiah)
- 1976 Rehlat Al-Ayyam (vai Yasmeen)
- 1976 Al karawan có đôi môi (vai Soheir Ramzy)
- 1976 Một thế giới của Chirldren (vai Nadia)
- 1976 Wa Belwaleden Ehsana (vai Lola)
- 1975 Một cô gái được đặt tên là Mahmoud (vai Hamida / Mahmoud)
- 1975 Mamnou Fi Laylat El-Dokhla (vai Mona)
- 1975 Al Mothneboon (vai Sana Kamel)
- 1974 24 Saa'a Hob (vai Mona)
- 1973 Al-mokhadeun (vai Soheir Ramzy)
- Năm 1972 Thế giới năm 2000 (vai Sohier Ramzy)
- 1971 Chơi trên sông Nile (vai Layla)
- 1971 Cuộc sống nguy hiểm (vai Soheir Ramzy)
- 1971 Niềm vui và Đau khổ (vai Ilham)
- 1971 Chitchat trên sông Nile
- 1956 Sahefet Sawabeq

## liên kết ngoài
- Suhair Ramzi trên IMDb